# Darchan-Uul-Aimag
Koordinaten: 49° 30′ N, 106° 0′ O

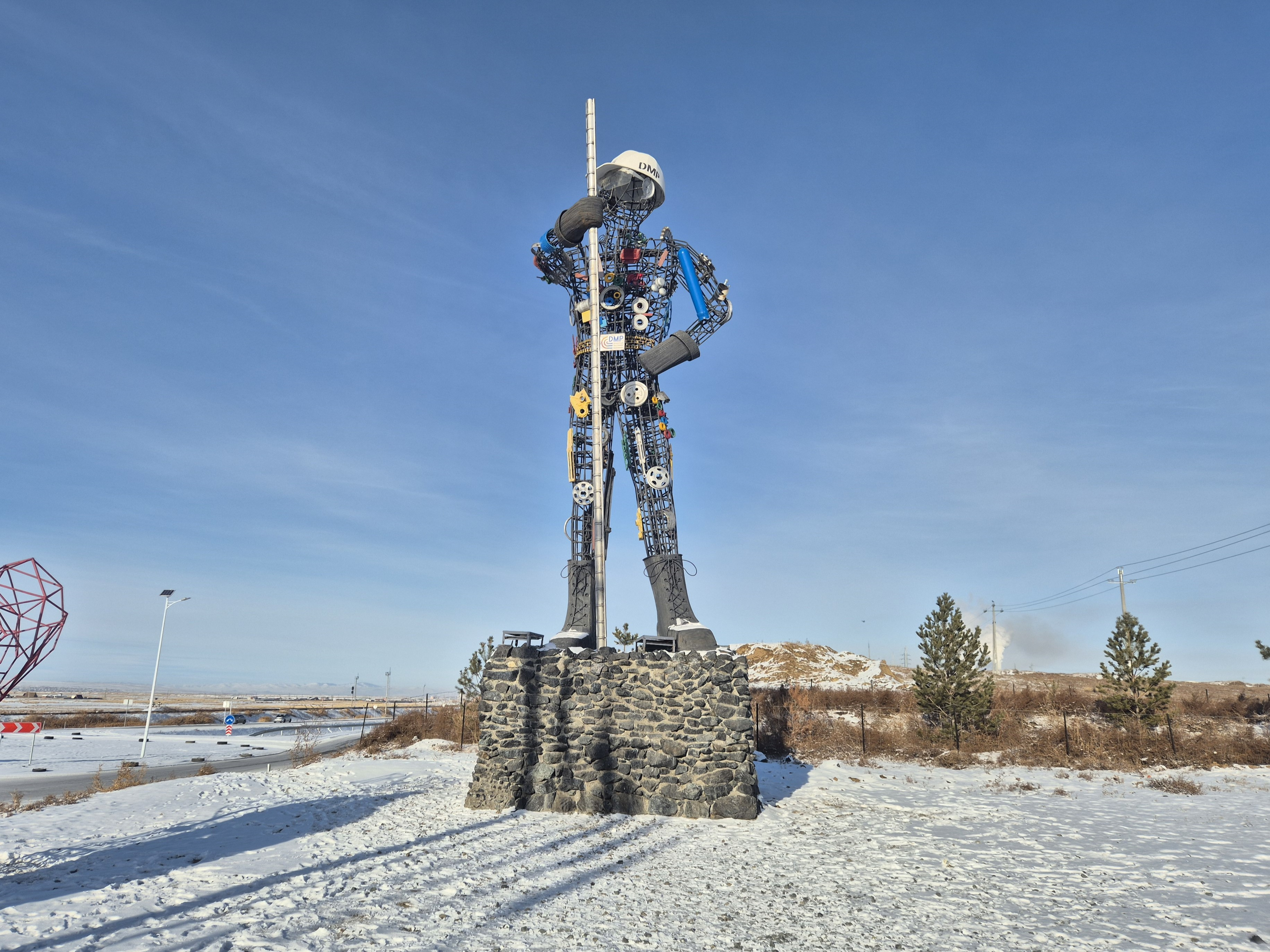
Kreative Figur am Straßenrand nahe Darchan – Darstellung eines Metallurgen des DMP

Der Darchan-Uul-Aimag (mongolisch Дархан-Уул Аймаг) ist ein Aimag (Provinz) der Mongolei. Er liegt im Norden des Landes, als Enklave in den Selenge-Aimag eingebettet.

## Geschichte
Die Stadt Darchan wurde am 17. Oktober 1961 als zweites Industriezentrum gegründet, um den Siedlungsdruck auf Ulan Bator zu reduzieren. Dazu wurde der vorige Sum gleichen Namens aufgelöst und sein Territorium der Stadtverwaltung untergeordnet.
Der Darchan-Uul-Aimag mit seinen vier Sum wurde 1994 aus dem Selenge-Aimag ausgegliedert.

## Wirtschaft
Darchan ist das zweitgrößte Industriezentrum in der Mongolei. Dazu gehören Betriebe der Leicht-, Lebensmittel- und Baustoffindustrie. Vorreiter der mongolischen Schwerindustrie ist der 1994 errichtete Metallurgische Betrieb Darchan (DMP), der mit 500 Mitarbeitern pro Jahr 100.000 Tonnen Gusseisen und Stahl produziert.
Der Aimag selbst dient im Wesentlichen als Hinterland für die Stadt.

## Verkehr
In Darchan zweigt die Bahnlinie nach Erdenet von der Hauptlinie der Transmongolischen Eisenbahn ab, die das nördliche Suchbaatar an der russischen Grenze mit Ulaanbaatar verbindet.

## Administrative Gliederung

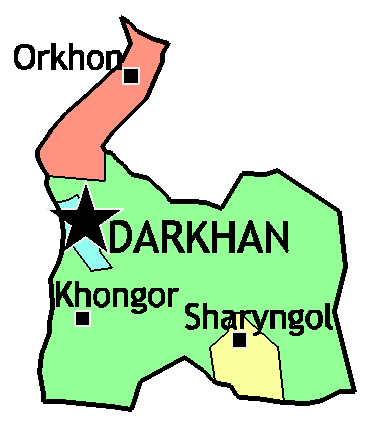
Die Sum des Darchan-Uul-Aimag (englische Schreibweise der Namen)

| Sum         | Mongolisch | Bevölkerung (2002) | Bevölkerung (2004) | Bevölkerung (2006) | Bevölkerung (2008) | Fläche (km²) | Dichte (/km²) |
| ----------- | ---------- | ------------------ | ------------------ | ------------------ | ------------------ | ------------ | ------------- |
| Darchan     | Дархан     | 70.029             | 74.275             | 73.457             | 75.104             | 103          | 729,2         |
| Chongor     | Хонгор     | 5.628              | 5.390              | 5.404              | 5.115              | 2.533        | 2,0           |
| Orchon      | Орхон      | 3.435              | 2.913              | 2.932              | 3.076              | 478          | 6,4           |
| Scharyn Gol | Шарын гол  | 8.376              | 7.848              | 7.634              | 7.798              | 160,6        | 48,6          |